# ایزاک تیکنر
ایزاک تیکنر (به انگلیسی: Isaac Tichenor) سناتور سابق عضو حزب فدرالیست (آمریکا) بود. وی در سال ۱۷۹۶ تا ۱۷۹۷ و ۱۸۱۵ تا ۱۸۲۱ میلادی سناتور ایالت ورمانت در سنای ایالات متحده آمریکا بود.